# Susan Shaw (ambientalista)
Susan D. Shaw (Dallas, 24 ottobre 1943 – New York, 27 gennaio 2022) è stata un'ambientalista statunitense, ricercatrice nell'ambito della biologia ambientale applicata, in particolare alla oceanografia.
È stata altresì esploratrice, divulgatrice, professoressa presso il Dipartimento di scienze della salute ambientale dell'Università statale di New York ad Albany, e fondatrice/presidente dello Shaw Institute, un'istituzione scientifica senza scopo di lucro con la missione di migliorare la salute umana ed ecologica attraverso la scienza innovativa e partenariati strategici.
Shaw è sta pioniera nella ricerca ambientale ad alto impatto sull'inquinamento degli oceani, cambiamenti climatici, fuoriuscite di petrolio e plastica che hanno alimentato le politiche pubbliche per oltre tre decenni. Nel 1983, con il fotografo paesaggista Ansel Adams, ha pubblicato Overexposure, il primo libro che documenta i rischi per la salute delle sostanze chimiche fotografiche.
Shaw è accreditata come la prima scienziata a dimostrare che i prodotti chimici ritardanti di fiamma bromurati utilizzati nei prodotti di consumo hanno contaminato i mammiferi marini e gli stock ittici commercialmente importanti nell'Oceano Atlantico nord-occidentale. 
È stata la prima scienziata a tuffarsi nella marea nera del Golfo del Messico nel 2010 dopo l'esplosione della piattaforma petrolifera BP Deepwater Horizon per indagare sugli impatti dei disperdenti chimici utilizzati in risposta alla fuoriuscita.
Riconosciuta come una voce esplicita sui contaminanti emergenti come la plastica, Shaw ha viaggiato in tutto il mondo per aumentare la consapevolezza sull'eredità tossica delle sostanze chimiche prodotte dall'uomo e sull'impatto sulla salute pubblica e sull'ambiente.

## Biografia
Shaw è nata a Dallas, in Texas, figlia di Edward Carrington e Lois (nata Bonner) Shaw. 
Ha conseguito un Bachelor of Arts presso l'Università del Texas nel 1967 con una specializzazione in Plan II, un programma interdisciplinare modellato sul programma della Harvard Society of Fellows.  È stata selezionata per il programma di scambio UT-Chilean nel 1964 e ha trascorso un anno in Cile come borsista Fulbright. Shaw ha poi ottenuto presso la Columbia University una laurea in cinematografia nel 1970 e un dottorato in scienze della salute pubblica/ambientale (Dr.PH) nel 1999.
Nel 1980, Ansel Adams le ha commissionato di scrivere Overexposure, pubblicato nel 1983 come primo libro a documentare i rischi per la salute causati dai prodotti chimici fotografici utilizzati nella camera oscura. Una seconda edizione del libro è stata pubblicata nel 1991.

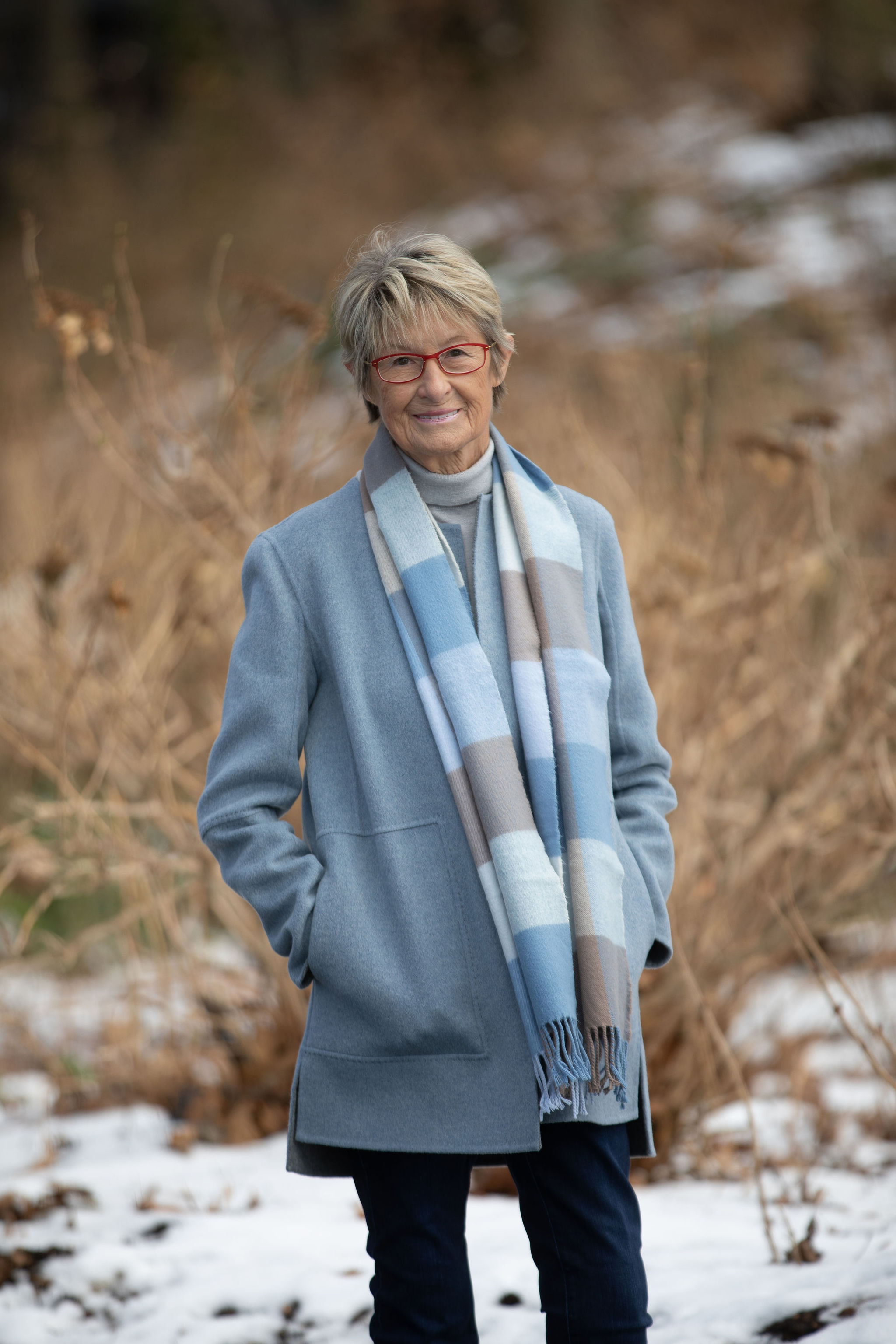
Susan Shaw

Shaw ha fondato lo Shaw Institute a Blue Hill, nel Maine, nel 1990, in seguito alla morte di 20.000 foche comuni che abitavano le acque inquinate dell'Europa nordoccidentale. Questo fatto è stato seguito da altre morie di massa di mammiferi marini nelle regioni marine inquinate.  L'avanzamento della comprensione degli impatti delle sostanze chimiche tossiche sulla salute dei mammiferi marini è diventato l'obiettivo della ricerca dell'Istituto nei due decenni successivi.Nella missione dell'Istituto di "scoprire ed esporre le minacce ambientali alle persone e alla fauna selvatica attraverso la scienza innovativa", le sue aree di interesse sono l'esposizione umana, la plastica e la microplastica, l'esposizione della fauna marina, la risposta alla fuoriuscita di petrolio e il monitoraggio costiero del Maine.

### La marea nera del Golfo
Nel maggio 2010, un mese dopo l'esplosione della piattaforma petrolifera Deepwater Horizon nel Golfo del Messico, Shaw si è tuffata nella marea nera per indagare sull'impatto del disperdente chimico Corexit che veniva utilizzato per contenere la fuoriuscita di petrolio.  Le sue scoperte hanno fatto emergere i pericoli dell'uso di disperdenti chimici. Ha sostenuto che la miscela di olio disperdente era più tossica per la fauna selvatica e la salute umana rispetto al solo petrolio, a causa della maggiore esposizione agli idrocarburi nella colonna d'acqua e della tossicità sinergica del Corexit e dei componenti petroliferi combinati.
Shaw è stata nominata membro dello Strategic Sciences Working Group (SSWG), convocato dal Dipartimento degli Interni degli Stati Uniti, per valutare le conseguenze della fuoriuscita di petrolio e formulare raccomandazioni politiche alle agenzie federali. Nel settembre 2010, ha redatto una nota scientifica intitolata "Non si tratta di dosi" per conto del SSWG, affermando che non esiste un livello sicuro di esposizione agli idrocarburi cancerogeni nel petrolio.  Il promemoria avvertiva che l'uso dei disperdenti Corexit, in combinazione con il petrolio greggio, avrebbe provocato danni a lungo termine alla fauna selvatica e alla salute umana nella regione del Golfo. Lo Shaw Institute ha successivamente lanciato Gulf EcoTox, un'indagine indipendente sugli effetti del petrolio e dei disperdenti chimici nella rete alimentare.
Shaw ha predetto la decimazione del corallo di acque profonde, specie note per essere sensibili alla miscela di olio Corexit, e la morte dei delfini per l'inevitabile inalazione della miscela mentre emergevano per respirare.  Da allora si sono verificati entrambi i risultati.  Ha anche predetto con certezza la crisi della salute umana nel Golfo, affermando che una revisione scientifica ha rilevato che “cinque degli ingredienti Corexit sono collegati al cancro, 33 sono associati a irritazioni cutanee da eruzioni cutanee a ustioni, 33 sono collegati all'irritazione degli occhi, 11 sono (o sono sospettati) di essere potenziali tossine respiratorie o irritanti e 10 sono sospette tossine renali.
Ha tenuto tre discorsi al TEDx discutendo dei danni a lungo termine all'ecosistema. È apparsa in film documentari sulla fuoriuscita di petrolio, tra cui Black Tide: Voices of the Gulf di Animal Planet e The Big Fix di Green Planet.